# Lied von der unruhevollen Jugend
Das Lied von der unruhevollen Jugend (russisch Песня о тревожной молодости Pesnja o trewoschnoi molodosti) ist ein populäres sowjetisches Lied in russischer Sprache. Es wurde 1958 von der Komponistin Alexandra Pachmutowa und dem Dichter Lew Oschanin für den Abenteuerfilm Auf der anderen Seite (russisch По ту сторону) von Fjodor Iwanowitsch Fillipow (russisch Фёдор Иванович Филиппов) geschrieben, der die Abenteuer zweier Komsomolzen im russischen Bürgerkrieg bei einem Geheimauftrag hinter der Frontlinie der Weißen Armee im Jahr 1921 schildert.
In der DDR wurde es in der Übersetzung von Heidi Kirmße als Lied von der unruhevollen Jugend in der Singebewegung gesungen. Interpretationen des Liedes gibt es unter anderem von Feeling B (1989) und Rammstein (2001). Das Lied wird in Folge 10 der zweiten Staffel der Serie Deutschland 86 in einer Chor-Version eingespielt.
| Original | Transkription | Übersetzung | Fassung von Heidi Kirmße | Fassung Erich-Weinert-Ensemble                                                                                            |
| --- | --- | --- | --- | --- |
| Забота у нас простая, забота наша такая, жила бы страна родная, и нету других забот.                        | Sabóta u náss prasstája, sabóta náscha takája shíla bij ßtraná radnája, i njétu drugích sabót.                         | Unsere Sorge ist einfach, unsere Sorge ist folgende: dass unser Heimatland leben soll, und es gibt keine anderen Sorgen.                                         | Wir lieben der Heimat Wälder, die Berge, Ströme und Felder Dass rings unser Land erblühe, soll all unser Sorgen sein.                     | Ob Stürme sich auch erheben, Die Heimat blüht und wird leben! Dem Land sind wir treu ergeben, Die Jugend hält gute Wacht! |
| И снег, и ветер, и звезд ночной полёт. Меня мое сердце в тревожную даль зовёт.                              | I ßnjég, i wéter, i swjósd natschnój paljót. Minjá majó ßérdzji wtriwóshnuju dál sawjót.                               | Und Schnee und Wind und der Sterne nächtlicher Flug. Mein Herz ruft mich in beunruhigende Ferne.                                                                 | Durchstreift die Fernen! Kein Sturm hält uns zurück. Im Flug zu den Sternen bau’n wir uns’rer Heimat Glück.                               | Zu kühnen Taten Hat der fernen Sterne Pracht, Der Schneestürme Brausen, Die Sehnsucht in uns entfacht.                    |
| Пускай нам с тобой обоим беда грозит за бедою, но дружба моя с тобою лишь вместе со мной умрёт.             | Pußkáj nam ß-tabój abóïm bidá grasít sa bidóju, – no drúshba majá ß-tabóju lisch wmjéßtji ßa mnoj umrjót.              | Lass uns mit dir zusammen [sein], eine Not droht nach der anderen, aber meine Freundschaft mit dir stirbt nur zusammen mit mir.                                  | Das Leben wird uns nichts schenken, drum sollst du immer dran denken: Mag Unglück uns beiden drohen, wir gehen vereint den Weg.           | Bedrohen uns auch Gefahren, Freundschaft wird uns bewahren. Sie hat uns in all den Jahren Geleitet durch Sturm und Nacht. |
| Пока я ходить умею, пока глядеть я умею, пока я дышать умею, я стану идти вперёд.                           | Paká ja chadítj uméju, paká gladétj ja uméju, paká ja dijsch´tj uméju, ja ßtánu itjí pfjerjód.                         | Solange ich gehen kann, solange ich schauen kann, solange ich atmen kann, werde ich vorwärts gehen.                                                              | Solang’ ich den Himmel sehe, solang’ ich atme und gehe, entdecke ich neue Pfade, und jeder führt uns voran.                               | Забота у нас простая, забота наша такая, жила бы страна родная, и нету других забот.                                      |
| И так же, как в жизни каждый, любовь ты встретишь однажды, с тобою, как ты отважна, сквозь бури она пойдёт. | I ták she, kak wshísni káshdij, Ljubów tij fßtritísch adnashdij, – ß-tabóju, kak tij atwáshna, ßkwos búri aná pajdjót. | Und ebenso wie jeder im Leben triffst du einst die Liebe, – zusammen mit dir, kühn wie du, wird sie durch den Sturm gehen.                                       | Und wenn auch die Stürme wehen, hab’ Mut, doch vorwärts zu gehen! Die Liebe wird dich begleiten, und niemals bist du allein.              | И снег, и ветер, и звезд ночной полёт. Меня мое сердце в тревожную даль зовёт.                                            |
| Не думай, что все пропели, что бури все отгремели, готовься к великой цели, а слава тебя найдёт.            | Nje dúmaj, schto fßjó prapjéli, schto búri fßje atgrimjéli, – gatófßja k-welíkoj zéli, a ßlawa tibjá najdjót.          | Denke nicht, dass alles zu Ende gesungen wurde, dass die Stürme alle weggedonnert haben, – mach dich zum großen Ziel bereit, und Ruhm und Ehre wird dich finden. | Noch bleibt uns manch’ Lied zu singen, manch Sturmwind noch zu bezwingen, doch seh’n wir schon klar vor Augen das leuchtende, große Ziel. | |